# Rollag
Rollag é uma comuna da Noruega, com 449 km² de área e 1 495 habitantes (censo de 2004).         